# Jay de Ruiter
Jay de Ruiter (* 1. August 2001 in Den Haag) ist ein niederländischer Eishockeyspieler, der seit 2021 erneut bei Hijs Hokij Den Haag in der belgisch-niederländischen BeNe League unter Vertrag steht.

## Karriere

### Klubs
Jay de Ruiter begann seine Karriere beim Hijs Hokij Den Haag in seiner Heimatstadt, für dessen zweite Mannschaft er als 14-Jähriger in der Ehrendivision debütierte. Ein Jahr später lief er dann für die erste Mannschaft in der belgisch-niederländischen BeNe League auf. 2018 konnte er mit dem Klub die BeNe League, die niederländische Meisterschaft und den Pokalwettbewerb gewinnen. Anschließend wechselte er in die Vereinigten Staaten und spielte dort je ein Jahr für die Connecticut jr. Rangers in der United States Premier Hockey League und das Team Maryland in der Eastern Hockey League. Seit 2021 spielt er erneut bei Hijs Hokij Den Haag in der BeNe League.

### International
Im Juniorenbereich spielte de Ruiter für die Niederlande bei den U18-Weltmeisterschaften 2018 und 2019, als er zum besten Spieler seiner Mannschaft gewählt wurde, sowie den U20-Weltmeisterschaften 2018, 2019 und 2020 jeweils in der Division II.
Sein Debüt in der niederländischen Nationalmannschaft gab de Ruiter bei der Weltmeisterschaft 2022 in der Division II, als der Aufstieg in die Division I gelang. Dort spielte er dann bei der Weltmeisterschaft 2023. Auch an der Qualifikation für die Olympischen Winterspiele in Mailand 2026 nahm er teil.

## Erfolge und Auszeichnungen
- 2018 Gewinn der BeNe League mit Hijs Hokij Den Haag
- 2018 Niederländischer Meister und Pokalsieger mit Hijs Hokij Den Haag
- 2022 Aufstieg in die Division I, Gruppe B, bei der Weltmeisterschaft der Division II, Gruppe A